# Oligotoma bramina
Oligotoma bramina är en insektsart som först beskrevs av Henri Saussure 1896.  Oligotoma bramina ingår i släktet Oligotoma och familjen Oligotomidae. Inga underarter finns listade i Catalogue of Life.